# David Gottesman
David Sanford „Sandy“ Gottesman (26. dubna 1926 New York – 28. září 2022) byl americký podnikatel a miliardář, který založil společnost First Manhattan Co. (FMC).

## Raný život a vzdělání
Gottesman se narodil v židovské rodině v New Yorku jako syn Esther (rozené Garfunkelové) a Benjamina Gottesmanových. Má dva sourozence, Miltona a Alici. Je synovcem amerického obchodníka s papírem, finančníka a filantropa Samuela Gottesmana. Bakalářský titul získal na Trinity College a titul MBA na Harvard Business School.

## Kariéra
Gottesman založil v roce 1964 investiční poradenskou společnost First Manhattan Co. V roce 1962 navázal přátelství s Warrenem Buffettem. Byl prvním investorem do společnosti Berkshire Hathaway a v roce 2021 vlastnil 17 202 akcií (třídy A) v hodnotě 8,1 miliardy dolarů. V roce 2003 se stal členem představenstva společnosti Berkshire Hathaway.

## Dobročinnost
V roce 2008 věnoval 25 milionů dolarů Lékařské fakultě Ješivské univerzity. Z tohoto daru byl založen Institut Ruth L. a Davida S. Gottesmanových pro biologii kmenových buněk a regenerativní medicínu, který funguje jako výzkumné centrum kmenových buněk.

## Osobní život
Gottesman žil v Rye ve státě New York se svou ženou Ruth (rozenou Levy), s níž byl ženatý již více než šedesát let. Ruth má bakalářský titul z Barnard College a magisterský titul z vývojového vzdělávání a doktorát z lidského poznávání a učení v oblasti pedagogické psychologie, obojí z Teachers College na Kolumbijské univerzitě. Společně mají tři děti a sedm vnoučat. Byl vášnivým plavcem, správcem lékařského centra Mount Sinai, místopředsedou a správcem Amerického přírodovědného muzea.